# Simeuluedvärguv
Simeuluedvärguv (Otus umbra) är en fågel i familjen ugglor inom ordningen ugglefåglar.

## Utseende och läte
Simeuluedvärguven är en liten dvärguv med lysande gula ögon. Fjäderdräkten är nästan enhetligt rostbrun, med mycket korta, ofta osynliga örontofsar. Normalt sett är fågeln den enda dvärguven i sitt utbredningsområde. Orientdvärguven kan förekomma under flyttningen, men denna är större och har tydligare avgränsad ansiktsskiva. Sången består av en serie hickande pipiga toner, något påminnande om en barbett. Även serier med korta skrin kan höras som ibland blandas in i sången. 

## Utbredning och systematik
Fågeln förekommer på ön Simeulue (utanför nordvästra Sumatra). Den behandlas vanligen som monotypisk, det vill säga att den inte delas in i några underarter. Vissa betraktar dock engganodvärguven (O. enganensis) som en underart till simeuluedvärguven.

## Levnadssätt
Simeuluedvärguven hittas i en rad olika skogsmiljler, från urskog till plantage.

## Status
Simeuluedvärguven har ett mycket litet utbredningsområde, men beståndet tros vara stabilt. Internationella naturvårdsunionen IUCN kategoriserar arten som livskraftig.